# Международная конфедерация Союзов художников
Международная конфедерация Союзов художников — общественная организация, ликвидированная в 2017 году по решению Верховного Суда России.

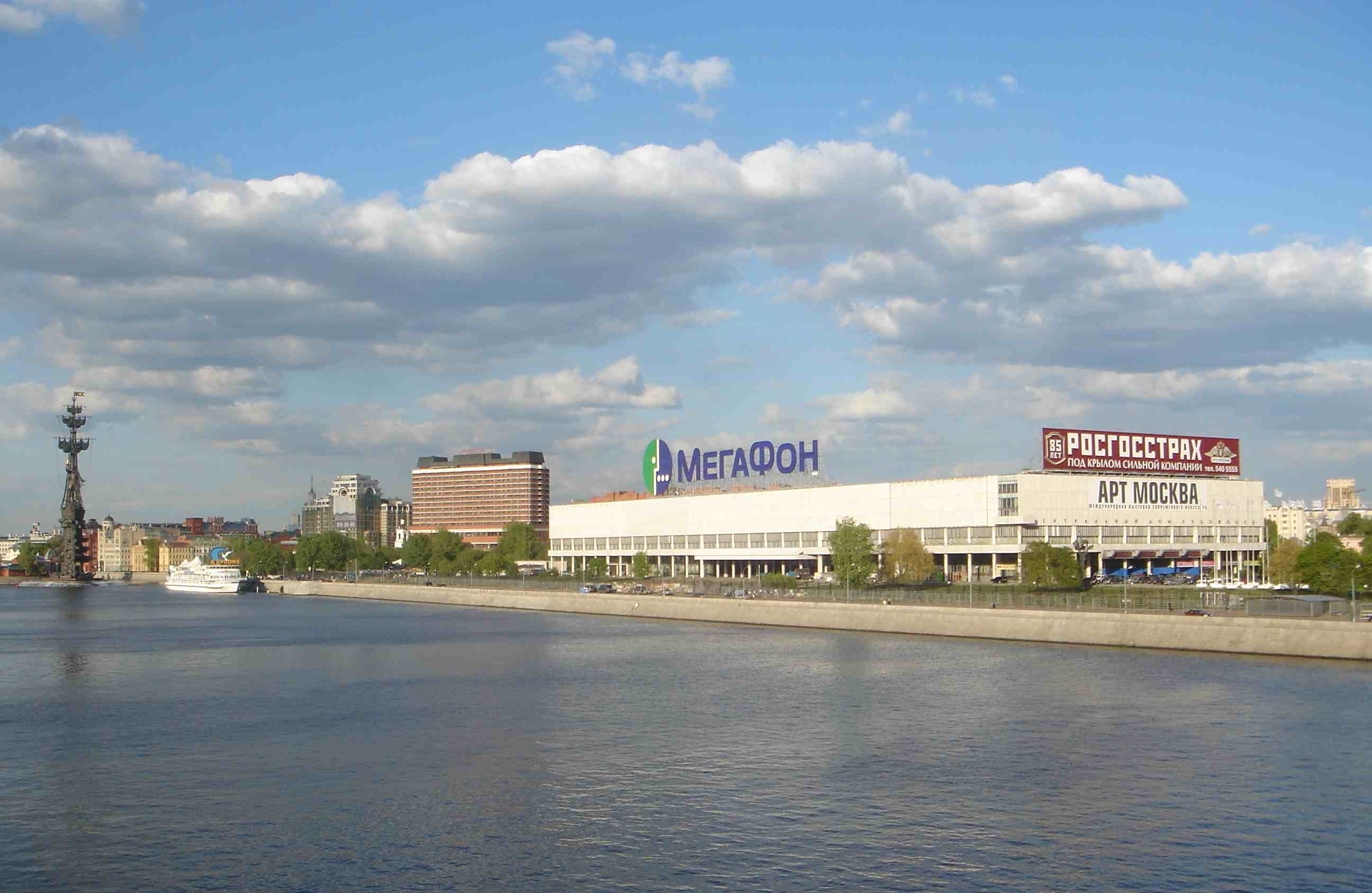
Центральный Дом художника (ЦДХ) в Москве.

## История возникновения
Январь 1992 года — внеочередной съезд Союзов художников СССР принимает решение о прекращении деятельности Союза художников СССР.
Апрель 1992 года — на учредительном Конгрессе было объявлено о создании новой организации — Международной конфедерации Союзов художников (МКСХ). Учредителями МКСХ стали союзы художников, входившие в СХ СССР (кроме Союзов художников прибалтийских стран).
Международная конфедерация Союзов художников, в основном, состояла из правопреемников Союза художников СССР:

Ассоциация общественных объединений «Международная конфедерация союзов художников» («МКСХ») образована в 1992 году, вместо прекратившего свою деятельность Союза художников СССР. Её учредителями являются союзы художников, входившие в состав Союза художников СССР, и объявленные на последнем (VIII) съезде его правопреемниками: Союз художников Азербайджана, Союз художников Армении, Белорусский союз художников, Союз художников Грузии, Союз художников Республики Казахстан, Союз художников Кыргызской Республики, Союз художников Республики Молдова, Союз художников России, Союз художников Таджикистана, Союз художников Туркменистана, Творческое объединение художников Узбекистана, Национальный Союз художников Украины, Киевская организация Национального Союза художников Украины, Московский союз художников, Санкт-Петербургский союз художников. МКСХ связана двусторонними отношениями с союзами художников Латвии, Литвы, Эстонии.— Международная конфедерация союзов художников

## Деятельность
Существование и успешное функционирование МКСХ было возможно благодаря получению значительной части материально-технического потенциала Союза художников СССР (московский Центральный Дом художника, Дом творчества «Сенеж», Подольский комбинат художественных материалов и другие активы).

## Структура и руководство
В МКСХ входили Союзы художников всех 12 стран СНГ, Московский Союз художников и Санкт-Петербургский Союз художников.
Председателем Исполкома МКСХ на момент её ликвидации был Масут Махмудович Фаткулин.
Правление МКСХ было расположено в Москве. Адрес: ул. Крымский Вал, дом 10.